# Mont Sainte-Odile
Le mont Sainte-Odile (Odilieberri en alsacien, Odilienberg en allemand) est un mont vosgien, situé à Ottrott dans le département du Bas-Rhin, culminant à 764 mètres d'altitude.
Il est surmonté par l'abbaye de Hohenbourg, couvent qui surplombe la plaine d'Alsace, fondé par sainte Odile, patronne de l'Alsace, fille du duc Etichon.
Haut lieu de la culture alsacienne, ce couvent est un site de pèlerinage très fréquenté (1 300 000 visiteurs par an). Par temps clair, la vue s'étend jusqu'à la Forêt-Noire et aux Alpes bernoises. Il s'y trouve aussi les vestiges d'une muraille ancienne, le « mur païen ».

## Histoire ancienne: le «mur païen»
À l'époque celtique, la montagne s'appelle Altitona, la « montagne haute ». C'est un lieu de culte celte.
Proto-Celtes, Celtes, Romains et Alamans construisent une forteresse au sommet.

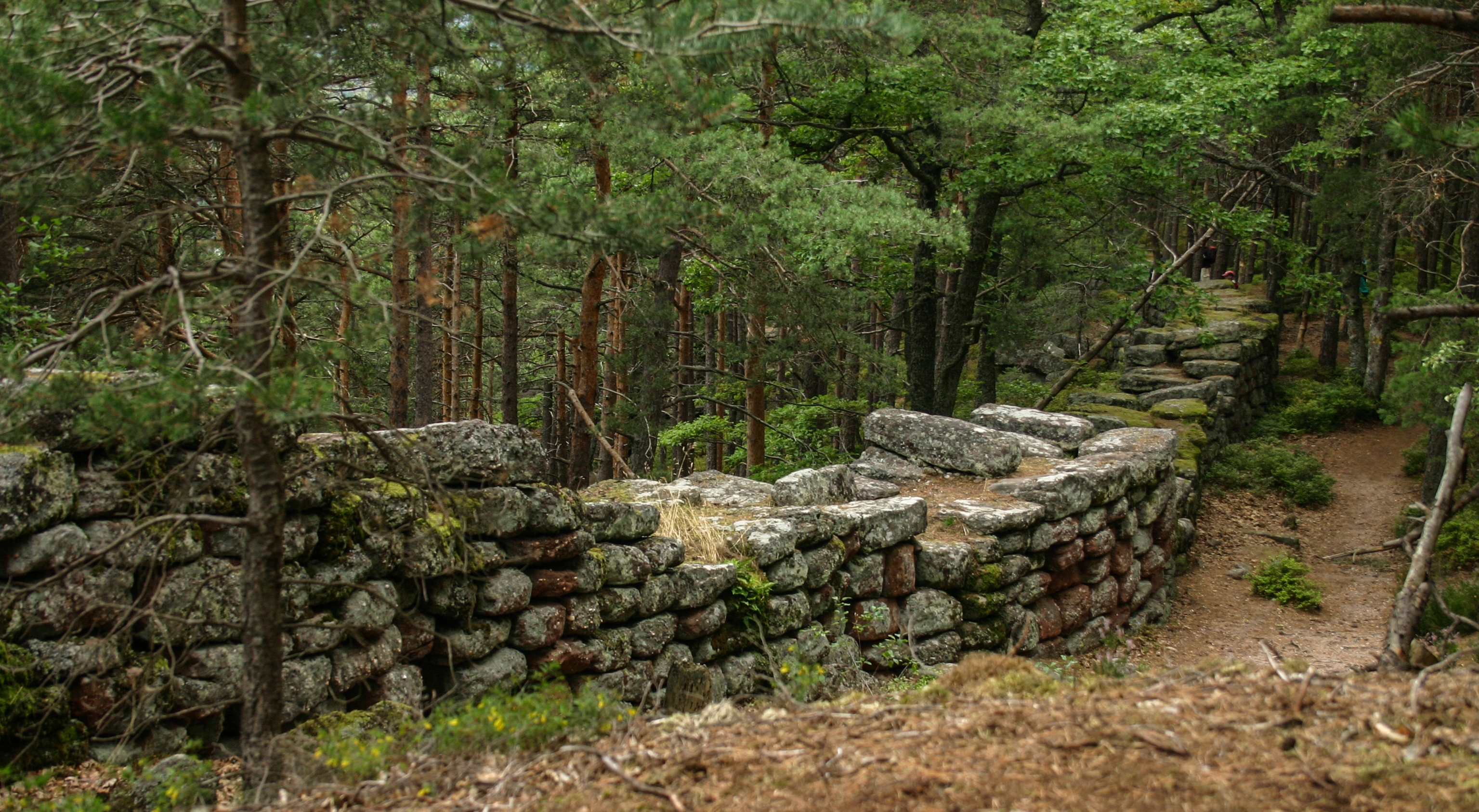
Le mur païen.

Le mur païen (en allemand : Heidenmauer, en alsacien d'Heidamür(a)) est une enceinte d'une longueur totale de onze kilomètres faisant le tour du plateau du mont Sainte-Odile. Formé d'environ 300 000 blocs cyclopéens, il fait entre 1,60 m et 1,80 m de large et peut atteindre trois mètres de hauteur. Le qualificatif de « païen » lui a été donné par Léon IX.
Les chercheurs n'ont pu définir s'il s'agissait d'une enceinte défensive ou d'une enceinte cultuelle, et sa période de construction n'a pu être définie que récemment. Les analyses réalisées ont permis de le dater non plus du IIe siècle av. J.-C., voire d'une époque beaucoup plus ancienne (âge du bronze), mais beaucoup plus tardivement, du VIIe siècle.
Le mur a été classé au titre des monuments historiques par la liste des monuments historiques protégés en 1840 et « site archéologique d’intérêt national » en 1987 (à l'instar du site archéologique d'Alésia ou du mont Beuvray).

## L'abbaye de Hohenbourg

### Le monastère

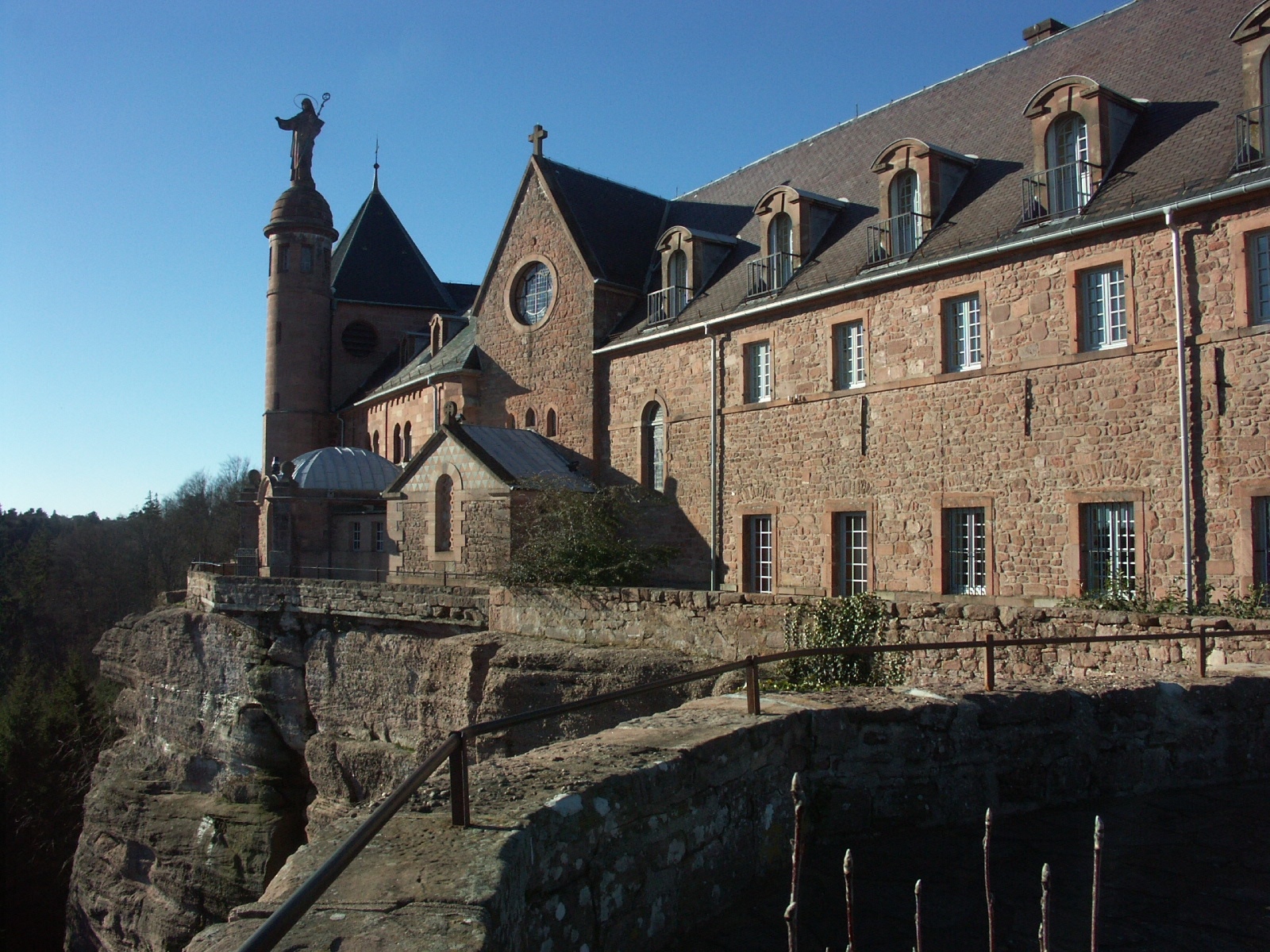
Le couvent du mont Sainte-Odile.

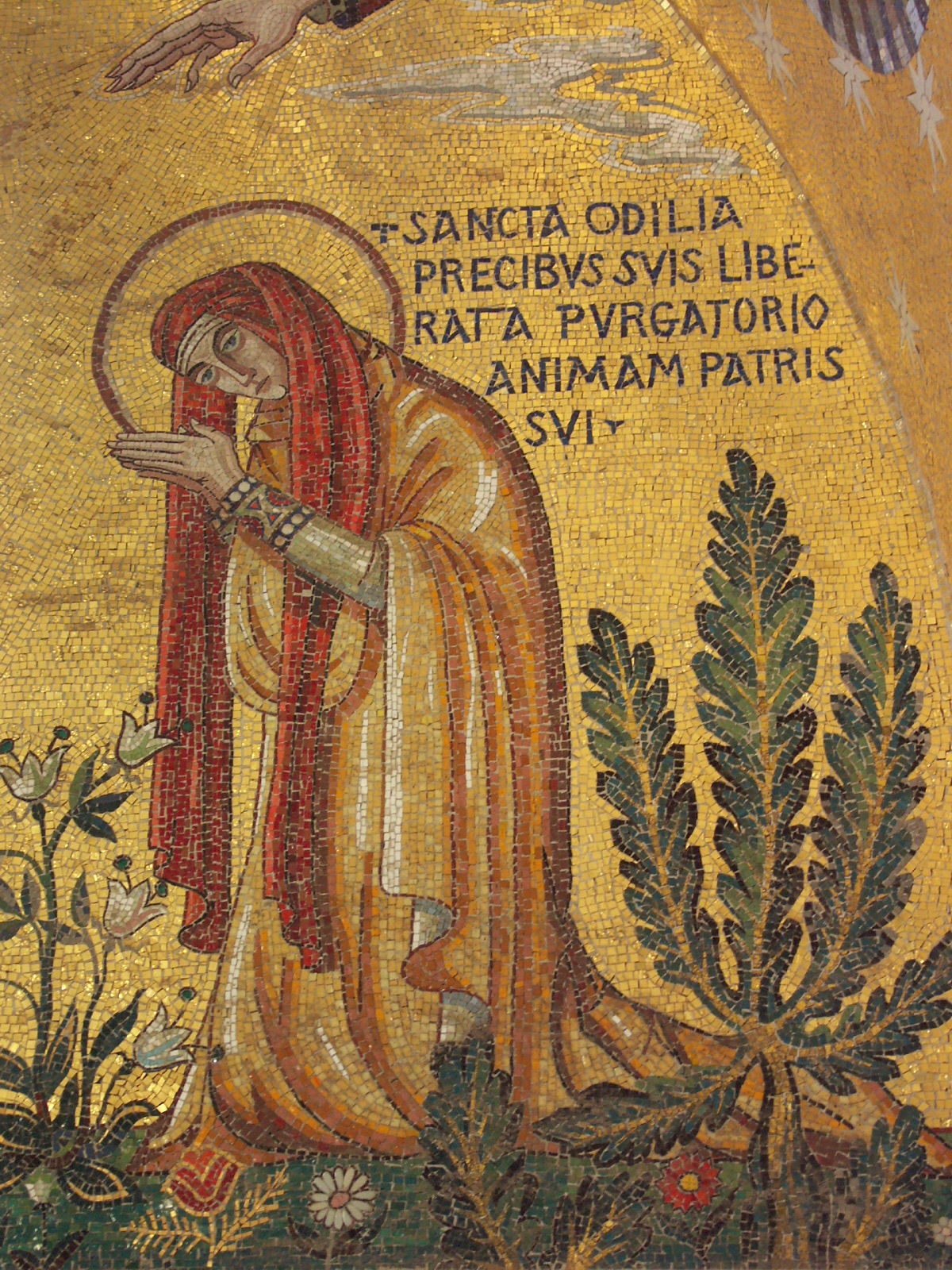
Mosaïque représentant Odile (« Sancta Odilia »). Chapelle des Larmes, détail.

À la fin du VIIe siècle, à l'époque des rois mérovingiens, l'Altitona est la propriété du duc d'Alsace Etichon-Adalric, père de la future sainte Odile. Il y fait construire une demeure noble, le château de Hohenbourg.
L'existence du monastère est attestée en 738, après que le père d'Odile lui a légué le château, qu'elle transforme en couvent.
Très populaire, l'endroit devient un lieu de pèlerinage très fréquenté, notamment par les personnes atteintes de maladies oculaires, et accueille jusqu'à 130 moniales.
Sous la Révolution française (1789), le couvent est vendu comme bien national. L'évêché de Strasbourg le rachète en 1853 et le rétablit à sa vocation monacale.
On peut encore voir le tombeau de sainte Odile dans une chapelle attenante au cloître. Les tombeaux de ses parents, Adalric (aussi appelé Etichon) et Bereswinde, y sont aussi conservés, bien qu'ils soient des ajouts plus tardifs (IXe siècle et XIe siècle). Ces caveaux sont ornés de mosaïques remarquables.
Les chapelles vouées à Sainte-Odile, à la Croix, aux Larmes et aux Anges, ainsi que la bibliothèque et les sculptures du cloître du monastère ont été classées au titre des monuments historiques par la liste des monuments historiques protégés en 1840.

### La basilique
À côté des nombreuses chapelles du Mont, on compte l'église dédiée à l'Assomption de la Vierge Marie. Cette église conventuelle, détruite à de nombreuses reprises par le feu, a été reconstruite en style baroque. La première pierre a été posée en 1687, les travaux sont achevés en 1692. La consécration de l'édifice est célébrée avec faste le 20 octobre 1696 par Peter Creagh, archevêque de Dublin et primat d'Irlande en exil à Strasbourg.
Le mobilier de l'église sera partiellement détruit lors de la Révolution française (1789), puis reconstitué. Un nouvel orgue est notamment installé en 1862 (l'orgue actuel date de 1964).
En 1924, est inauguré le clocher, remplaçant le petit clocheton qui existait jusqu'alors. Ce clocher est flanqué d'une tourelle que domine une imposante statue de Sainte Odile bénissant l'Alsace. Cette statue est l'œuvre du sculpteur colmarien Alfred Klem. Le clocher contient par ailleurs un ensemble de 31 cloches, dont la plus grande pèse cinq tonnes.
L'église conventuelle Sainte-Odile est elle classée au titre des monuments historiques par arrêté du 22 juillet 1997.
Le 16 juin 2006, le pape Benoît XVI a érigé l'église en basilique mineure. C'est la quatrième basilique mineure du diocèse de Strasbourg.

### Le chemin de croix, la source et la chapelle des Rochers
Un chemin de croix monumental, réalisé de 1933 à 1935 par le céramiste Léon Elchinger (1871-1942), orne les parois rocheuses du plateau du couvent.

Les stations du chemin de croix
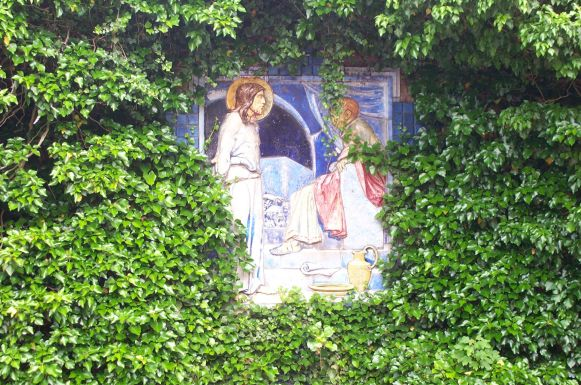
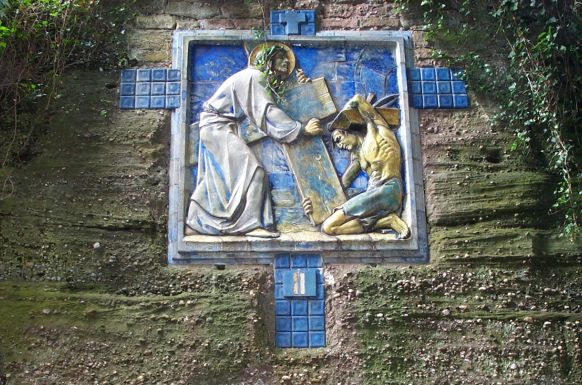
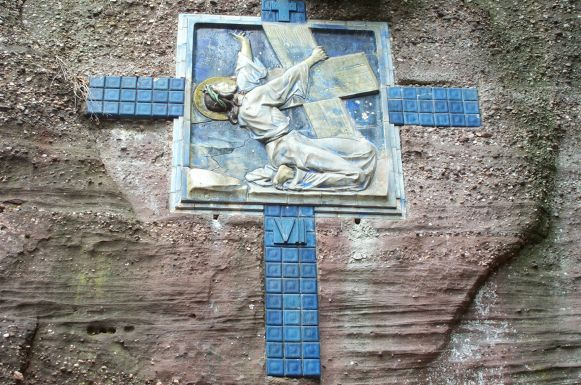
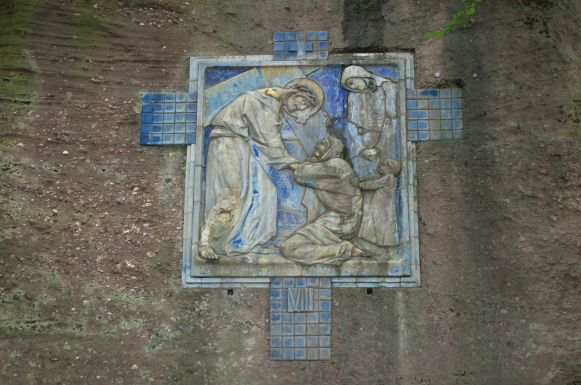

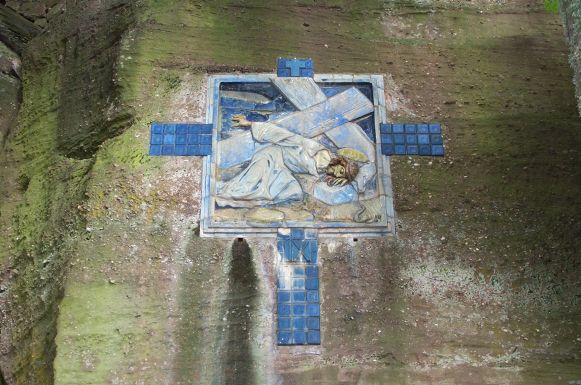
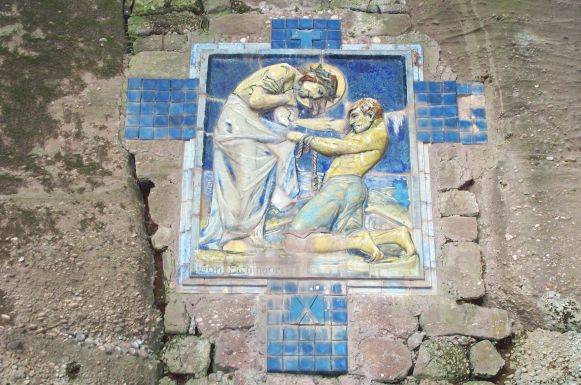
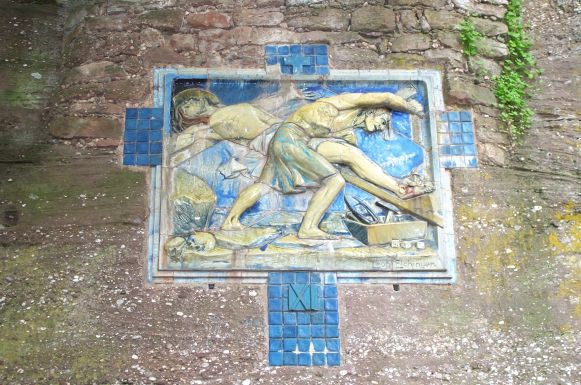
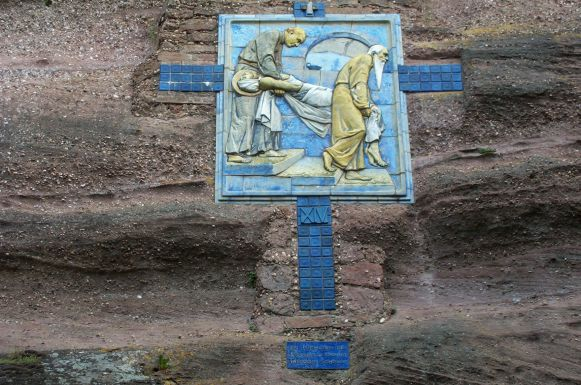

La source (ou fontaine) de Sainte-Odile se situe en contrebas du couvent. Son eau aurait la vertu de guérir les maladies des yeux. Selon la légende, c'est Sainte Odile qui l'a fait jaillir en frappant le rocher de son bâton.
La chapelle des Rochers, inaugurée en 1927, a été détruite vers 1970, car délabrée ; son soubassement est toujours visible. Elle avait été construite originellement pour représenter l'Alsace à l'Exposition Internationale des Arts décoratifs de Paris en 1925, puis remontée sur le Mont, à proximité de la Porte romaine, et inaugurée en 1927.

## Bloc gnomonique
Un bloc gnomonique, sculpture comportant 24 cadrans solaires, a été réalisé au XVIIIe siècle par les moines cisterciens de l'abbaye de Neubourg. Après la Révolution et malgré l'expulsion des moines, le cadran est maintenu dans le jardin de l'abbaye jusqu'en 1856, date à laquelle il est installé sur ordre de l'évêché dans le jardin du séminaire Saint-Thomas de la Robertsau. En 1935, l'évèque de Strasbourg ordonne son transfert au couvent du Mont-Sainte-Odile.

## Lieu de Résistance
Après avoir été fictivement un lieu de résistance à la première annexion allemande (1871-1918) dans le roman Les Oberlé de René Bazin, le mont Sainte-Odile fut, lors de la seconde annexion allemande (1940-45), un des lieux de rassemblement du Front de la jeunesse alsacienne (FJA), résistance plutôt spirituelle et passive au début, mais qui devient progressivement active (point relais sur le chemin qui mène à la frontière vers les Vosges et la France voisines). L’abbé Marcel Hirlemann (1913-1994), qui en avait la charge, en fut membre.

## Belvédère
De la terrasse panoramique, par temps clair, la vue s'étend jusqu'à la Forêt-Noire à l’est, et aux Alpes bernoises, au sud (neiges éternelles, sommets à plus de 4 000 m).
La terrasse est aussi un balcon qui surplombe la plaine d’Alsace où on observe souvent, comme depuis un avion, le phénomène météorologique de formation et de mouvement des nuages, au-dessus desquels il arrive de se retrouver. Dans Les Oberlé, René Bazin écrit d’ailleurs :

« Jean Oberlé, après avoir salué le curé en alsacien, lui demanda :
— Les cloches d'Alsace seraient-elles en retard ?
Les cloches n'étaient pas en retard. Dans la brume qui montait, elles s'échappèrent tout à coup du nuage, et on eût dit que chaque paquet de brouillard éclatait comme une bulle en touchant le mur, et versait à la cime du mont sacré l'harmonie d'un clocher. Elles venaient du pied de la montagne, et de plus loin, voix de petites cloches et voix de bourdons de cathédrales, voix qui s'élançaient du fond de la plaine voilée de nuages, et montaient pour se fondre tous ensemble au sommet de Sainte-Odile. La grandeur de ce concert des cloches avait rendu silencieux les quelques hommes qui étaient là groupés.
— Il y a du bleu, dit une voix.
On l'entendit à peine, dans le mugissement de sons qui soufflait de la vallée. Cependant, tous les yeux à la fois se levèrent. Ils virent que, dans le ciel, dans la masse des brumes galopant à l'assaut du soleil, des abîmes bleus s'ouvraient et se comblaient avec une rapidité vertigineuse. Et, quand ils regardèrent de nouveau en bas, ils reconnurent que le nuage aussi se déchirait sur les pentes. C'était l'éclaircie. Des parties de forêt glissèrent dans les fentes du brouillard en mouvement, puis d'autres, des crevasses noires, des halliers, des roches. Puis, brusquement, les derniers lambeaux de brume étirés, tordus, lamentables, montèrent en tourbillons, frôlèrent la terrasse, la dépassèrent. Et la plaine d'Alsace apparut, bleue et dorée.
Tous se penchèrent en avant, pour voir, dans l’ouverture de la montagne, la plaine qui s'élargissait à l'infini. Trois cents villages étaient au-dessous d'eux, dispersés dans le vert des moissons jeunes. Ils s'endormaient au son des cloches. Chacun n'était qu'un point rose. Le fleuve, presque à l'horizon, mettait sa barre d'argent bruni. Et au delà, c'étaient des terres qui se relevaient, et dont le dessin se perdait rapidement dans les brouillards encore suspendus au-dessus du Rhin. Tout près, en suivant les pentes des sapinières, on voyait, au contraire, les moindres détails de la forêt de Sainte-Odile.
Elle avançait dans la vallée plusieurs caps de verdure sombre, elle recevait entre eux la verdure pâle des premiers prés. Tout cela n'était plus éclairé que par le reflet du ciel encore plein de rayons. Les terres fondaient leurs nuances en une harmonie, comme les cloches fondaient leurs voix. Le vieil Alsacien qui se tenait aux côtés du prêtre, dit, en étendant le bras :
— J'entends les cloches de la cathédrale.
Il montrait, dans le lointain des terres plates, la flèche célèbre de Strasbourg, qui avait l'air d'une améthyste, haute comme un ongle. Maintenant qu'ils voyaient le rose des villages, ils croyaient reconnaître le son des cloches. »

## La catastrophe aérienne du 20 janvier 1992
Le 20 janvier 1992 à 19 h 20, un Airbus A320 assurant le vol Air Inter 148 Lyon-Strasbourg s'écrase sur la montagne de la Bloss, proche du mont Sainte-Odile, faisant 87 morts et laissant 9 survivants. Une clairière du souvenir, accessible à pied, a été aménagée sur une partie de la zone déboisée lors de l'accident.